# 大连医科大学附属第一医院
大连医科大学附属第一医院（英語：First Affiliated Hospital of Dalian Medical University）是一所集于1930年5月创立的，集医疗、科研、教学、预防、保健、康复为一体的大型综合三级甲等医院，由总部长春路院区、联合路院区、金普院区、泉涌院区、张前路医院五个院区组成，其中总部长春路院区位于中华人民共和国辽宁省大连市西岗区中山路222号，医院建筑面积39.19万平方米，拥有床位3700张，现有员工4000余人。

## 历史沿革
大连医科大学附属第一医院的前身是1930年日本人在原大连山吹町10号修筑的赤十字诊疗所，1940年改称日本赤十字社大连病院。

## 科室设置
大连医科大学附属第一医院下设教研室29个，三级学科41个，医疗科室82个，医技科室13个，行管科室25个，建有25个教学基地，承担8个层次、18个专业的临床教学任务。